# Al-Dschathiya
Al-Dschathiya (arabisch الجاثية al-Ǧāṯiya ‚Die auf den Knien sitzt‘; ‚Die auf den Knien liegen‘) ist die 45. Sure des Korans, sie enthält 37 Verse. Die Sure gehört in die dritte mekkanische Periode (620–622), mit Ausnahme von Vers 14, der in Medina verkündet wurde. Der Titel bezieht sich auf Vers 28, in dem beschrieben wird, wie jede Gemeinschaft in Erwartung des Gerichts auf den Knien liegt.
Die Sure beginnt nach der einleitenden Basmala mit den Buchstaben Ḥā' und Mīm, die auch am Beginn der Suren 40, 41, 42, 43, 44 und 46 stehen. Die ersten sechs Verse preisen die Allmacht Gottes, worauf der restliche Text Drohungen gegen die Ungläubigen und die Widersacher des Propheten Mohammed enthält. In Vers 18 erscheint zum einzigen Mal im Koran der Begriff der Scharia, in der Bedeutung eines sicheren Pfades in der Wüste: „Dann brachten wir dich auf einen klaren Pfad in der Sache des Glaubens. So folge ihm und folge nicht den Neigungen derer, die nicht Bescheid wissen.“